# Heinz Helle

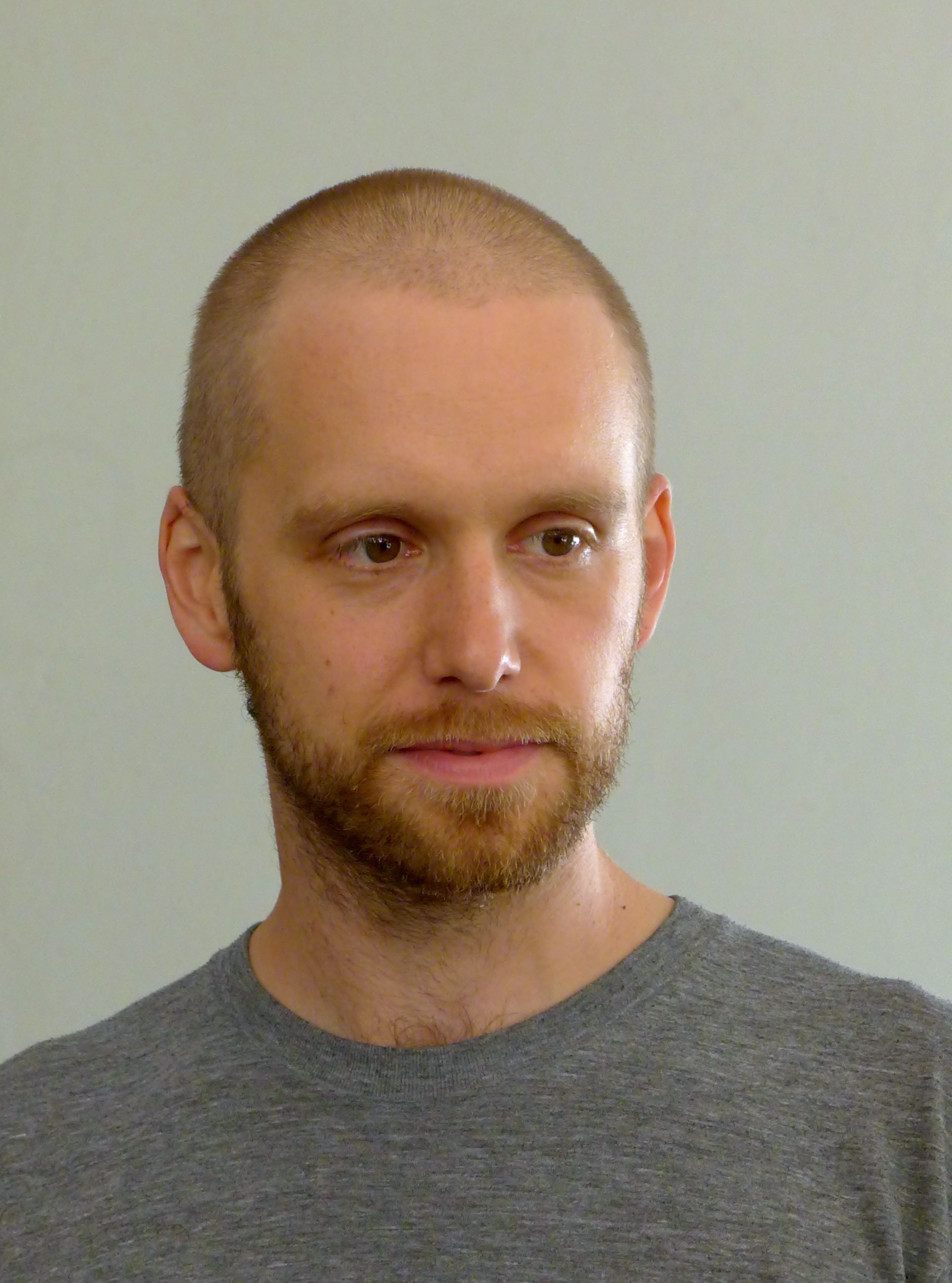
Heinz Helle (2013)

Heinz Helle (* 15. Oktober 1978 in München) ist ein deutscher Schriftsteller.

## Leben
Helle studierte Philosophie in München und New York. Von 2009 bis 2012 studierte er am Schweizerischen Literaturinstitut in Biel.
2016 promovierte er an der Hochschule für Philosophie in München mit einer Arbeit über Bewusstsein.
Er arbeitete als Texter für verschiedene Werbeagenturen. 2013 nahm er auf Einladung von Daniela Strigl beim Ingeborg-Bachmann-Preis teil und erhielt mit Platz vier den Ernst-Willner-Preis. Sein Romandebüt Der beruhigende Klang von explodierendem Kerosin wurde von der Kritik freundlich aufgenommen.
Sein zweiter Roman Eigentlich müssten wir tanzen figurierte auf der Longlist des Deutschen Buchpreises 2015. Seine Bücher wurden teilweise ins Englische, Russische, Türkische oder Chinesische übersetzt.
Helle ist mit der Schweizer Schriftstellerin Julia Weber verheiratet und lebt mit ihr und den beiden gemeinsamen Kindern in Zürich.

## Werke
- Der beruhigende Klang von explodierendem Kerosin, Roman, Suhrkamp Verlag, Berlin 2014, ISBN 978-3-518-42398-1.
  - Hörbuch gelesen von Franz Dinda, Hörbuch Hamburg, Hamburg 2014, ISBN 978-3-89903-894-1.
- Eigentlich müssten wir tanzen, Roman, Suhrkamp Verlag, Berlin 2015, ISBN 978-3-518-42493-3.
- Die Überwindung der Schwerkraft, Roman, Suhrkamp Verlag, Berlin 2018, ISBN 978-3-518-42823-8.
- Wellen. Roman. Suhrkamp, Berlin 2022, ISBN 978-3-518-43077-4.

## Auszeichnungen
- 2011: Walter-Kempowski-Literaturpreis
- 2012: Klagenfurter Literaturkurs
- 2012: Werkbeitrag der Stadt Biel/Bienne
- 2012: Werkbeitrag des Kantons Bern
- 2013: Ernst-Willner-Preis beim Ingeborg-Bachmann-Wettbewerb
- 2014: Literaturpreis des Kantons Bern
- 2014: Shortlist Schweizer Buchpreis
- 2015: Werkbeitrag der Schweizer Kulturstiftung Pro Helvetia
- 2015: Longlist Deutscher Buchpreis
- 2017: Stipendium des Deutschen Literaturfonds
- 2018: Shortlist Schweizer Buchpreis mit Die Überwindung der Schwerkraft
- 2019: Literaturpreis der Stadt Bremen (Förderpreis) für Die Überwindung der Schwerkraft
- 2024: Werkjahr der Stadt Zürich